# 11043 Pepping
11043 Pepping eller 1989 YX6 är en asteroid i huvudbältet som upptäcktes den 25 december 1989 av den tyske astronomen Freimut Börngen vid Tautenburg-observatoriet. Den är uppkallad efter den tyske tonsättaren Ernst Pepping.
Asteroiden har en diameter på ungefär 3 kilometer.